# Lioclemmus petiti
Lioclemmus petiti is een keversoort uit de familie zwamkevers (Endomychidae). De wetenschappelijke naam van de soort werd in 1934 gepubliceerd door Jeannel.